# Liste der portugiesischen Botschafter in Tschechien

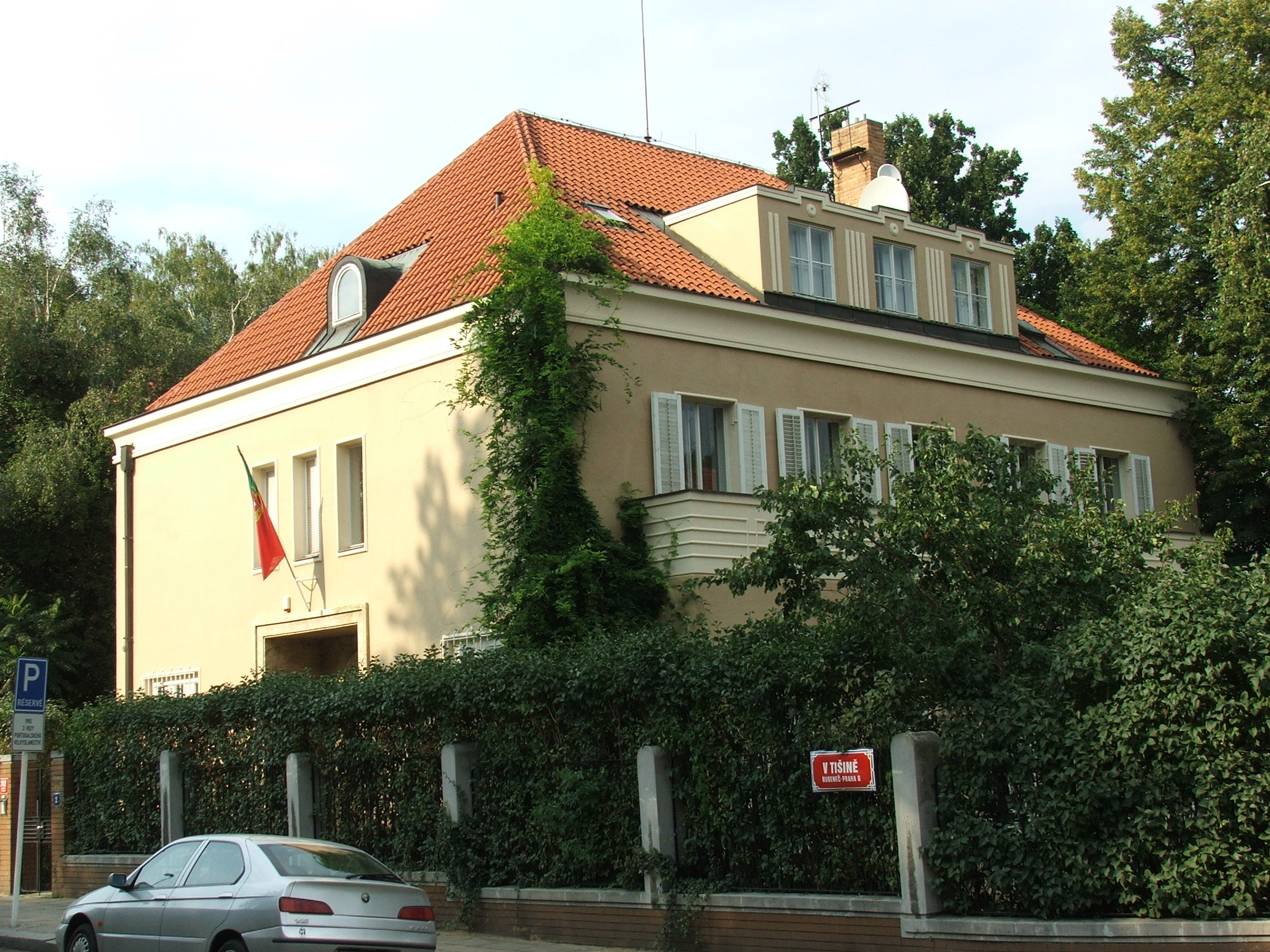
Die Portugiesische Botschaft in Prag

Die Liste der portugiesischen Botschafter in Tschechien listet die Botschafter der Republik Portugal in der Tschechischen Republik auf. Die beiden Staaten unterhalten seit 1921 diplomatische Beziehungen.
Ihre Beziehungen reichen bis ins 15. Jahrhundert zurück und wurden von der Gründung der Tschechoslowakei 1918 an bis zur Neugründung der heutigen Tschechischen Republik 1993 von den wechselhaften portugiesisch-tschechoslowakischen Beziehungen bestimmt.
Portugal richtete 1974 erstmals eine eigene Botschaft in Prag ein.

## Missionschefs
| Name                                                | Bild       | Amtszeit                             | Anmerkungen                                                                               |
| Tschechien                                          | Tschechien | Tschechien                           | Tschechien                                                                                |
| --------------------------------------------------- | ---------- | ------------------------------------ | ----------------------------------------------------------------------------------------- |
| Francisco Pessanha Quevedo Crespo                   |            | 6. November 1974 – 18. November 1974 | Geschäftsträger, 1974 als erster Vertreter Portugals in der Tschechoslowakei akkreditiert |
| António Telo Moreira de Almeida de Magalhães Colaço |            | 18. November 1974 –27. Oktober 1977  | Botschafter, am 18. November 1974 akkreditiert                                            |
| António Eduardo de Carvalho Ressano Garcia          |            | 30. Dezember 1977 –6. September 1979 | Übergangs-Geschäftsträger, am 31. Januar 1978 akkreditiert                                |
| João Uva de Matos Proença                           |            | 27. September 1979 –16. Juli 1981    | Botschafter                                                                               |
| José Manuel Duarte de Jesus                         |            | 16. Juli 1981 –10. November 1981     | Übergangs-Geschäftsträger                                                                 |
| António Baptista Martins                            |            | 11. November 1981 –8. Mai 1982       | Botschafter, am 12. November 1981 akkreditiert                                            |
| Fernando Matos da Costa Figueirinhas                |            | 14. Juli 1983 –24. März 1984         | Geschäftsträger                                                                           |
| Mário Júlio de Melo Freitas                         |            | 24. März 1984 –7. April 1987         | Botschafter, am 12. April 1984 akkreditiert                                               |
| Carlos Manuel Durrant Pais                          |            | 10. April 1987 –April 1989           | Geschäftsträger                                                                           |
| Luís Vasconcelos Pimentel Quartim Bastos            |            | 1989–November 1993                   | Botschafter, am 12. Juni 1989 akkreditiert                                                |
| Fernão Manuel Homem Gouveia Favila Vieira           |            | 1993–                                | Botschafter, am 9. November 1993 akkreditiert                                             |
| António Guilherme de Oliveira Cascais               |            | 26. März 1996 –9. Juni 2002          | Botschafter, am 8. Mai 1996 akkreditiert                                                  |
| Ana Maria da Silva Marques Martinho                 |            | 28. September 2002 – 2. Januar 2005  | Botschafterin                                                                             |
| Fernando Manuel Oliveira de Castro Brandão          |            | 17. März 2005 –10. November 2008     | Botschafter                                                                               |
| José Júlio Pereira Gomes                            |            | 7. November 2008 –26. Februar 2015   | Botschafter, am 15. Dezember 2008 akkreditiert                                            |
| Maria Manuela Ferreira de Macedo                    |            | seit 5. März 2015                    | Botschafterin, am 20. Mai 2015 akkreditiert                                               |